# 三本指の男
『三本指の男』（さんぼんゆびのおとこ）は、1947年（昭和22年）に製作された日本映画。時代劇スターの片岡千恵蔵が私立探偵の金田一耕助に扮したミステリー映画である。原作は横溝正史がミステリー雑誌『宝石』に連載した『本陣殺人事件』。戦後の本格ミステリーブームのきっかけをつくった作品として知られる。映画化作品も大ヒットし、東映でシリーズ化され、片岡千恵蔵の主演で6本の映画が製作された。

## ストーリー
私立探偵の金田一耕助は、岡山県の旧家、一柳家当主・賢造と、金田一の旧知の久保銀造の姪・春子の結婚式に招かれた。往きの列車の中で、偶然、春子の友人の白木静子に出会うが、眼鏡をかけたインテリ女史の静子は金田一に冷淡な態度をとった。一柳家は由緒正しい家柄で、賢造の家族や親戚の中には、春子との結婚に反対し妨害しようとする封建的な考えの人々もいるようだ。春子から結婚への不安を聞かされた金田一は、独自に調査を始めた。だが時遅く、新婚初夜に密室で賢造と春子の新婚夫婦が殺害された。おりしも付近で無気味な三本指の男が目撃されていたことから、警察ではこの男こそ犯人ではないかと考える。金田一は静子の協力の下、捜査を進め、岡山県警の磯川警部をはじめ関係者一同の前で密室殺人のトリックを暴く。帰りの列車の中で静子は、初めて眼鏡をはずし、金田一に自分の素顔を見せるのだった。

## 製作エピソード
制作経緯については片岡千恵蔵の金田一耕助シリーズを参照。映画の題名が変わっているのは、原題に出て来る「殺人」という言葉について、検閲をしたアメリカ占領軍がクレームをつけたためである。
この映画は劇団「文学座」の協力の下、製作された。杉村春子をはじめとする、「文学座」の名優が揃って出演した珍しい作品になっている。
ストーリーは大筋は原作通りだが、劇中年代が原作の昭和12年から映画公開時期の現在である戦後に変更されている他、犯人は賢造の結婚に反対する封建的な考えを持つ親族たちであり、当初は自殺に見せかけて結婚をぶち壊すつもりだったが、保険金を得るために三本指の男による殺人事件に見せかけることとした。春子（原作の克子）と田谷との肉体関係についても、原作では事実としているところを、賢造（原作の賢蔵）が誤った疑惑を抱くよう親族たちが仕向ける設定に変更している。ところが三本指の男というのは、実際には賢造の結婚に漂う不穏な動きを調査していた金田一の変装であり、そのため、最後に馬脚を現す展開となっている。

## キャスト
- 金田一耕助 - 片岡千恵蔵
- 久保銀造 - 三津田健
- 妻お徳 - 松浦築枝
- 姪春子 - 風見章子
- 白木静子 - 原節子
- 一柳糸子 - 杉村春子
- 一柳賢造 - 小堀明男
- 一柳隆二 - 水原洋一
- 一柳三郎 - 青山健吉
- 一柳鈴子- 八汐路恵子
- 一柳良介 - 上代勇吉
- 三本指の男 - 片岡千恵蔵
- 磯川警部 - 宮口精二
- 周吉 - 村田宏寿
- お島 - 初音礼子
- 一柳秋子 - 賀原夏子

## スタッフ
- 製作・企画 - 牧野満男
- 監督 - 松田定次
- 脚本 - 比佐芳武
- 原作 - 横溝正史『本陣殺人事件』
- 撮影 - 石本秀雄
- 照明 - 西川鶴三
- 美術 - 岩野音吉
- 録音 - 加瀬久
- 音楽監督 - 大久保徳二郎、吉川太郎